# Cigány ábécé
A cigány ábécé a cigány nyelv leírására szolgáló latin betűs ábécé.
A cigány nyelv első, ideiglenesnek szánt írását az 1971-es Első Roma Világkongresszuson fogadták el, mely egy egyszerű latinbetűs írás volt. Mivel ez az írás egyes elemeiben hasonlít a magyarhoz, ezért Magyarországon a romani nyelv lovári variánsának ez lett a hivatalosan elfogadott írása, bár némi minimális változtatással (lásd a táblázatot).
Időközben azonban – főleg a romani oláhcigány változatait alapul véve – megszületett a mára elfogadott nemzetközi mellékjeles romani ábécé, melyet egyre többen alkalmaznak.
A cirill írást használó országokban általában az adott fonetika szerint írják le a romani nyelvet, saját cirill írása az oroszországi kelderás nyelvi változatnak van.
A dévanágari írásnak - mivel az indiai származásra utal - elsősorban szimbolikus jelentősége van, a gyakorlatban nem alkalmazzák. Ez alól ritka kivétel a roma wikipedia.
Mivel az írás sztenderdizációja még folyamatban van, a különböző („fonetikus”, „tudományos” és „hivatalos”) latin betűs írásmódok használata jelenleg még nem következetes, nem csak hogy nem vált még egyik sem általánosan elfogadottá, hanem ezek gyakran keverednek is egymással. (Ez azonban a nyelvet ismerők számára egyáltalán nem jelent megértési gondot!) Nem teljesen következesen, de általában létezik az a funkcióbeli eltérés is, hogy nyomtatásban inkább az új (ékezetes) latin betűs írás részesül előnyben, míg az elektronikus kommunikációban inkább az egyszerűbb, 1971-ben elfogadott ábécével találkozunk.

## A gyakorlatban használt ábécék

### A Roma Világkongresszuson meghatározott ábécé
A cigány nyelv standardizációjának egyik fontos lépése volt a nyelv írásának egységesítése, melyet először az 1971-ben megtartott Roma Világkongresszuson írtak le. Az akkori ábécé a következő volt:
Ebből az ábécéből alakították ki a hivatalos magyar lovári dialektus ábécéjét, mely a következő:
Ugyancsak ez volt az alapja a kárpáti romani nyelvjárás ábécéjének is:

### A Pan-Vlax
Az 1990-es évek elején Ian Hancock kidolgozott egy alap-ortográfiát az egyes oláh cigány nyelvjárási variánsok alapján, melynek a betűrendje a következő lett:
Ez az ábécé bővíthető az egyes nyelvjárásokban szereplő extra hangokkal, pl.:
- középső nyelvállású magánhangzó /ə/, melynek jelölés egyes nyelvjárásokban eltér: ə, ъ vagy ă;
- lágy vagy palatális mássalhangzók, melyek nem találhatók meg minden nyelvjárásban: pl. a /tʲ/ esetében a jelölés következő lehet: tj, ty, ć, čj vagy t᾿;
- szintén nem minden nyelvjárásban fordul elő a retroflex r /ɻ/, melynek jelölése szintén többféle lehet: rr, ř vagy rh, esetenként akár gh is.

### A Nemzetközi Romani Unió nemzetközi standardja
Ez az írásváltozatot  Marcel Courthiade dolgozta ki a Pan-Vlax alapján. A Nemzetközi Romani Unió (International Romani Union – IRU) ezt a verziót tekinti a saját standardjának. Betűrendje a következő:
Jellemzője, hogy „hacsek” helyett éles ékezetet használ a c, s, z betűkön, valamint van három egyedi betűje, mely kiejtésbeli változásokat jelzi a következő módon: a ç, q és θ rendre [s]-nek, [k]-nak és [t]-nek kell ejteni magánhangzók után, de rendre [t͡s]-nek,  [g]-nek, illetve [d]-nek kell ejteni nazális hangok után.
Van még három betűje, amely nyelvjárásonként más-más ejtést jelöl, ezek a ʒ (z- illetve dz-féle hangok), ŏ ([o] vagy [jo]) és ă ([a] vagy [ja]).

### Észak-amerikai változat
Az észak-amerikai romani irodalomban használt ábécé nem tartalmaz mellékjeles betűket, csak az angol ábécé 26 betűjét:

### A romani Macedóniában
A macedóniai változatnak itt egy a helyi írásra alapozott változata használatos:

### Cirill verziók
A cirill források általában a cirill betűk kiejtésének megfelelően írják.
Két, ettől kisebb mértékben eltérő ábécé ismert, az egyik a kalderas nyelvjárás ábécéje:
a másik pedig a ruszka roma nyelvjárás ábécéje:

### Egyéb ábécék
A fentieken kívül használatos még a romani nyelv írására a görög ábécé és az arab írás is, ezeket azonban az eredeti íráshoz képest változatlanul, módosítások nélkül használják.
Ismert még a nyelv dévanágari írású változata is, de ezt igazán sohasem használták, sem a kommunikációban, sem az irodalomban.

## Az egyes variánsok összehasonlítása
| 1971-es R. Vk. változat | Magyar lovári változat | Magyar kárpáti romani változat | Pan-Vlax   | IRU nemzetközi változat | Észak- amerikai változat | Macedón változat | Devanágari írás | Általános cirill írás | Kalendras cirill írás | Ruszka roma cirill írás | IPA      |
| ----------------------- | ---------------------- | ------------------------------ | ---------- | ----------------------- | ------------------------ | ---------------- | --------------- | --------------------- | --------------------- | ----------------------- | -------- |
| A                       | A                      | A                              | A          | A                       | A                        | A                | आ / अ           | А, Я                  | А, Я                  | А, Я                    | [a]      |
| B                       | B                      | B                              | B          | B                       | B                        | B                | ब               | Б                     | Б                     | Б                       | [b]      |
| C                       | C                      | C                              | C          | C                       | Ts                       | C                | त्स              | Ц                     | Ц                     | Ц                       | [t͡s]     |
| Ch                      | Ch                     | Ch                             | Č          | Ć                       | Ch                       | Č                | च               | Ч                     | Ч                     | Ч                       | [t͡ʃ]     |
|                         |                        | Chh                            | Čh         | Ćh                      |                          |                  | छ               | Чх                    |                       |                         | [t͡ʃʰ]    |
|                         |                        |                                |            | Ç                       |                          |                  |                 |                       |                       |                         | [s]/[t͡s] |
| D                       | D                      | D                              | D          | D                       | D                        | D                | द               | Д                     | Д                     | Д                       | [d]      |
| Dy                      | Dy                     | Dy                             |            |                         |                          | Gj               |                 |                       |                       |                         | [ɟ]      |
|                         | Dz                     | Dz                             |            | Ʒ                       |                          |                  |                 |                       |                       |                         | [d͡z]     |
| E                       | E                      | E                              | E          | E                       | E                        | E                | ए               | Е, Э                  | Е, Э                  | Е, Э                    | [e]      |
| F                       | F                      | F                              | F          | F                       | F                        | F                | क़               | Ф                     | Ф                     | Ф                       | [f]      |
| G                       | G                      | G                              | G          | G                       | G                        | G                | ग               | Г                     | Г                     | Г                       | [g]      |
| H                       | H                      | H                              | H          | H                       | H                        | H                | ह               | Г                     | Ғ                     | Ґ                       | [h]      |
| I                       | I                      | I                              | I          | I                       | I                        | I                | इ               | И, Ы                  | И, Ы                  | И, Ы                    | [i]      |
| J                       | Dzh                    | Dzh                            | Dž         | Dź                      | J                        | Dž               | ज               | Дж                    | Дж                    |                         | [d͡ʒ]     |
| K                       | K                      | K                              | K          | K                       | K                        | K                | क               | К                     | К                     | К                       | [k]      |
| Kh                      | Kh                     | Kh                             | Kh         | Kh                      | Kh                       | Kh               | ख               | Кх                    | Кх                    |                         | [kʰ]     |
| L                       | L                      | L                              | L          | L                       | L                        | L                | ल               | Л                     | Л                     | Л                       | [l]      |
| Ly                      | Ly                     | Ly                             |            |                         |                          | Lj               |                 |                       |                       |                         | [ʎ]      |
| M                       | M                      | M                              | M          | M                       | M                        | M                | म               | М                     | М                     | М                       | [m]      |
| N                       | N                      | N                              | N          | N                       | N                        | N                | न               | Н                     | Н                     | Н                       | [n]      |
| Ny                      | Ny                     | Ny                             |            |                         |                          | Nj               |                 |                       |                       |                         | [ɲ]      |
| O                       | O                      | O                              | O          | O                       | O                        | O                | ओ               | О, Ё                  | О, Ё                  | О, Ё                    | [o]      |
| P                       | P                      | P                              | P          | P                       | P                        | P                | प               | П                     | П                     | П                       | [p]      |
| Ph                      | Ph                     | Ph                             | Ph         | Ph                      | Ph                       | Ph               | फ               | Пх                    | Пх                    |                         | [pʰ]     |
| R                       | R                      | R                              | R          | R                       | R                        | R                | र               | Р                     | Р                     | Р                       | [r]      |
|                         |                        |                                | Rr/Ř/Rh/Gh | Rr                      |                          |                  |                 |                       | Рр                    |                         | [ɻ]      |
| S                       | S                      | S                              | S          | S                       | S                        | S                | स               | С                     | С                     | С                       | [s]      |
| Sh                      | Sh                     | Sh                             | Š          | Ś                       | Sh                       | Š                | श               | Ш                     | Ш                     | Ш                       | [ʃ]      |
| T                       | T                      | T                              | T          | T                       | T                        | T                | त               | Т                     | Т                     | Т                       | [t]      |
| Th                      | Th                     | Th                             | Th         | Th                      | Th                       | Th               | थ               | Тх                    | Тх                    |                         | [tʰ]     |
| Ty                      | Ty                     | Ty                             |            |                         |                          | Ć                |                 |                       |                       |                         | [c]      |
| U                       | U                      | U                              | U          | U                       | U                        | U                | उ               | У, Ю                  | У, Ю                  | У, Ю                    | [u]      |
| V                       | V                      | V                              | V          | V                       | V                        | V                | व               | В                     | В                     | В                       | [v]      |
| X                       | X                      | X                              | X          | X                       | X                        | X                | ख़               | Х                     | Х                     | Х                       | [x]      |
| Y                       | J                      | J                              | J          | J                       | Y                        | X                | य               | Й                     | Й                     | Й                       | [j]      |
| Z                       | Z                      | Z                              | Z          | Z                       | Z                        | Z                | ज़               | З                     | З                     | З                       | [z]      |
| Zh                      | Zh                     | Zh                             | Ž          | Ź                       | Zh                       | Ž                | श़               | Ж                     | Ж                     | Ж                       | [ʒ]      |
|                         |                        |                                |            | Q                       |                          |                  |                 |                       |                       |                         | [k]/[g]  |
|                         |                        |                                |            | Θ                       |                          |                  |                 |                       |                       |                         | [t]/[d]  |

## Roma tematikájú összefoglaló szócikkek
- Cigány népcsoportok
- Cigány nyelv
- Cigányok
- Cigány nemzeti jelképek
- Cigány ünnepek